# منطقة يانغون
منطقة يانغون (بالإنجليزية: Yangon Region)‏ هي منطقة في ميانمار، بلغ عدد سكانها 7٬360٬703 نسمة، عاصمتها يانغون، تبلغ مساحتها 10٬276٫71 كيلومتر مربع.

## الموقع
تشترك في الحدود مع:
- إقليم باغو.